# Марка (јединица)
Марка (лат. marca, marcha, marcus) првобитна је јединица тежине сребра или злата у средњовјековној западној Европи, приближно јој је једнако 8 тројских унци (249 грама). Касније је марка почела да се користи као валута у Енглеској, Шкотској, Њемачкој и у Скандинавији.
У Енглеској марка (енгл. mark) није постојала као ковани новац, него се активно користила као обрачунска новчана јединица. Марка се први пут појавила у Енглеској у 10. вијеку и вјероватно је дошла из Данске. У то вријеме било јој је једнако 100 пенија. Након норманског освајања једној марки било је једнако 2/3 фунти стерлинга, односно 13 шилинга и 4 пенија (160 пенија).
У Шкотској марка (шкот. merk) као новчана и тежинска јединица позајмљена је из Енглеске и такође је била једнака износу од 13 шилинга и 4 пенија сребра. Процијењена вриједност марке касније је подигнута на 14 шилинга. За разлику од Енглеске, у Шкотској је до краја средњег вијека марка постала главна валута и ковани новац. Кованице су биле у апоенима 1 шкотске марке, 1/2 марке (7 шилинга), 1/4 марке (3 шилинга и 6 пенија), а такође и у апоену од 4 марке (2 фунте и 16 шилинга).
У сјеверној Њемачкој (првенствено у Хамбургу) и Данској марка (њем. mark, дан. mark) коришћена је као обрачунска новчана јединица, али и као валута, и састојала се од 16 шилинга. Након уједињења Њемачке 1871, уједно и уједињења монетарног система, марка је усвојена као званична валута Њемачког царства.
У источној Европи (Пољска, Чешка, Литванији, балтичким земљама и Русији) марка је носила назив гривна.

## Карактеристике тежине различитих марки
- Келнска марка — 233,855 г[1]
- Либечка марка — 234 г[2]
- Француска марка — 244,752 г[3]
- Прашка марка — 253,14 г[4]
- Скандинавска марка — 253,14 г[5]
- Венецијанска марка — 238,5 г
- Тршћанска марка — 254,7 г[6]
- Ришка марка — 207,82 г

За историју њемачке марке, погледајте марка (новчана јединица Њемачке).